# Đại học Sư phạm Hàng Châu
Đại học Sư phạm Hàng Châu (giản thể: 杭州师范大学; phồn thể: 杭州師範大學; bính âm: Hángzhōu Shīfàn Dàxué), hay Cao đẳng Sư phạm Hàng Châu, là một trường đại học công lập ở Hàng Châu, thủ phủ của tỉnh Chiết Giang, Trung Quốc.